# Chiharu Igaya
Chiharu Igaya, född 20 maj 1931 i Tomarimura, är en japansk före detta alpin skidåkare.
Igaya blev olympisk silvermedaljör i slalom vid vinterspelen 1956 i Cortina d'Ampezzo. Detta var Japans första medalj i ett vinter-OS och hittills (noterat 2009) landets enda inom alpin skidåkning.